# 巴尔雅克
巴尔雅克（法語：Barjac，法語發音：[baʁʒak]）是法国加尔省的一个市镇，属于阿莱斯区。

## 地理
巴尔雅克（44°18'29"N, 4°20'53"E）面积42.72 平方千米，位于法国奧克西塔尼大區加尔省，该省份为法国南部沿海省份，南端濒地中海，北起顺时针与阿尔代什省、沃克吕兹省、罗讷河口省、埃罗省、阿韦龙省和洛泽尔省接壤。
与巴尔雅克接壤的市镇（或旧市镇、城区）包括：贝萨斯、维拉克堡、奥尔尼亚克拉文、圣索沃尔-德克吕济耶尔、瓦尼亚、蒙克吕、圣让德马吕埃若勒和阿韦让、圣普里瓦德尚普克洛。

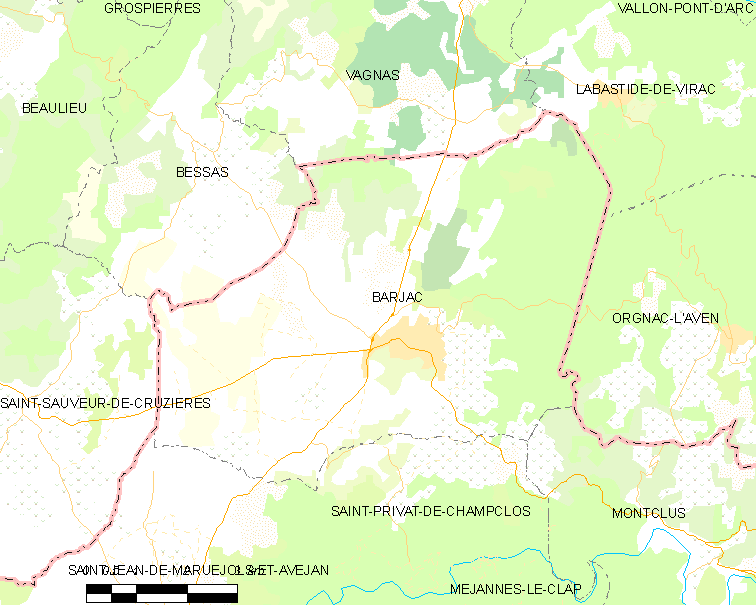
巴尔雅克的OSM定位图

巴尔雅克的时区为UTC+01:00、UTC+02:00（夏令时）。

## 行政
巴尔雅克的邮政编码为30430，INSEE市镇编码为30029。

## 政治
巴尔雅克所属的省级选区为鲁松县。

## 人口

1962-2008年间巴尔雅克人口变化图示

巴尔雅克于2022年1月1日时的人口数量为1606人。